# Боргоњо (Асти)
Боргоњо је насеље у Италији у округу Асти, региону Пијемонт.
Према процени из 2011. у насељу је живело 46 становника. Насеље се налази на надморској висини од 241 м.